# Why (Carly Simon)
Why è un singolo della cantautrice statunitense Carly Simon, pubblicato nell'agosto 1982 come secondo estratto dalla colonna sonora degli Chic Soup for One.

## Video musicale
Il videoclip è stato girato a New York. 
La cantante passeggia in giro per la città, si siede in un bar a chiacchierare con altre persone, mangia un gelato davanti a una gelateria ed infine si scambia effusioni con un barman.

## Cover
A partire dal 1989 sono state realizzate numerose cover da vari artisti musicali internazionali.